# John E. Franzén
John-Erik Roland Franzén, känd som John E. Franzén eller John-E Franzén, född 30 juni 1942 i Stockholm, död 6 oktober 2022 i Östra Hoby distrikt i Simrishamns kommun, var en svensk målare och grafiker.

## Biografi
Franzén började spontant med landskapsmålning som barn år 1952, efter att han fått sitt första målarskrin. Han utbildade sig på Konstfack i Stockholm 1960–1961 och på Kungliga Konsthögskolan 1961–1966, där Bror Marklund var hans lärare i teckning.
Franzén är känd för fotorealistiska målningar av motorcyklar, amerikanska bilar och stadsmiljöer och för porträtt. Han målade ofta efter fotografier som förlagor. En av hans mest kända målningar är Hells Angels of California, United States of America, som naket skildrar en fest med motorcykelklubben i Kalifornien som är gjord i en fotocollageteknik och målades åren 1966–1969. Douglas Feuk kopplar Franzén till en stockholmsgrupp av nyrealister som framträdde 1966 och där även Ola Billgren, Gert Aspelin och Jan Håfström ingick.
Han flyttade med hustru och ett barn till USA 1966 och bodde i Kalifornien, men återvände till Sverige 1969. Besöket i Amerika berodde på ett starkt intresse för bilmodellen Cadillac som han innan flytten porträtterat, och ett allmänt intresse för motorcyklar. Bland inspiratörerna till sina oljemålningar i realistisk stil nämnde han Jean-Baptiste-Siméon Chardin och Gustave Courbet. Han arbetade även med akvareller, tuschmåleri, torrnålsgravyr och blyertsteckningar.
Anledningen till att han återvände till Sverige var enligt egen utsago att han hade sett Bo Widerbergs Elvira Madigan och drabbats av hemlängtan. Han bodde efter hemkomsten med familjen i närheten av Ljungby, senare i Gustavsberg och de sista 30 åren av sitt liv 1991–2022 i Östra Tommarp på Österlen i Skåne.
År 1984 fick han i uppdrag av hovstaten att göra ett officiellt porträtt av svenska kungafamiljen. Tavlan avtäcktes på Gripsholms slott 1985. Färdigställandet av målningen dokumenterades av filmaren Håkan Wretljung i filmen Kungamålaren – ett porträtt av John-E Franzén. Kungafamiljen valde konstnären efter att bland annat ha sett ett porträtt av konstnärens son i ishockeyutrustning. Enligt Åsa Linderborg blev varken kungafamiljen, konstnären eller kritikerna nöjda med porträttet.
Mellan åren 1988 och 1995 var Franzén professor i måleri på Kungliga Konsthögskolan i Stockholm och han var ledamot av Kungliga Akademien för de fria konsterna sedan 1989.
Franzén är representerad vid bland annat Moderna museet, Göteborgs konstmuseum, Kalmar konstmuseum Nationalmuseum i Stockholm, Länsmuseet Gävleborg och Postmuseum.

## Verk i urval
- The Truth about Texas Rose, 1963
- Cadillac Eldorado, 1966, Moderna Museet i Stockholm. Fram till år 2016 vid Väg och vattensektionen på Lunds Tekniska Högskola
- Hells Angels of California, United States of America, 1966–69, Moderna Museet i Stockholm
- Doug's Place 2, 1970–72, Göteborgs konstmuseum
- Sebastian, 1978-1981, porträtt av sonen Sebastian i ishockeymundering
- Kung Carl XVI Gustaf med familj, 1984–85, Statens porträttsamling i Gripsholms slott vid Mariefred